# Pryderi
Dans la mythologie celtique galloise, Pryderi apparaît notamment dans deux des quatre Mabinogion gallois : « Manawyddan Fab Llyr » et « Math fils de Mathonwy ». Il est le fils de Pwyll prince de Dyved et de Rhiannon, la « Grande Reine », son nom signifie « souci ». Son épouse est Kigva.

## Histoire
Enlevé à sa naissance, il est abandonné dans une écurie du prince de Gwent-Is-Coed, Teirnon Twrv Vliant, qui recueille l'enfant et l'élève.
Le seigneur de Gwent, avait une jument qui poulinait chaque année la veille du 1er mai mais invariablement le poulain disparaissait. La nuit venue, il surveille la jument qui met bas et voit une griffe passer par la fenêtre pour prendre le poulain ; d’un coup d’épée il coupe la griffe et sort de la pièce mais ne peut voir ce qui se passe à cause l’obscurité. Quand il rentre, il trouve un enfant qu’il donne à sa femme et qu’on baptise sous le nom de Gwri Wallt Euryn. Comme cela se passe la même nuit, on peut donc en conclure que l'enfant est né à Beltaine. L’enfant grandit plus vite que la normale, à l’âge d’1 an il en parait 3. Le poulain est donné à l'enfant quand il a 4 ans.
Lorsqu'il retrouve sa mère Rhiannon, sept ans plus tard, elle le nomme Pryderi (« souci »), à cause de l'angoisse provoquée par sa disparition et la fausse accusation d'infanticide qui avait entraîné une pénitence humiliante.
En récompense des soins données et de la restitution de l'enfant, Teirnon garde son fils adoptif en fosterage avec tous les honneurs y afférents.
À la mort de son père, Pwyll, Pryderi il devient prince de Dyved à son tour, et il agrandit le royaume. Peu après a mère, veuve de Pwyll, épouse Manawyddan Fab Llyr. 
Dans la troisième branche du Mabinogi, un brouillard magique dévaste la région et la famille est contrainte de s'exiler en Angleterre pour travailler et subsister. Dans le conte suivant, il est tué par Gwydion, dans la guerre qui l'oppose à Math.

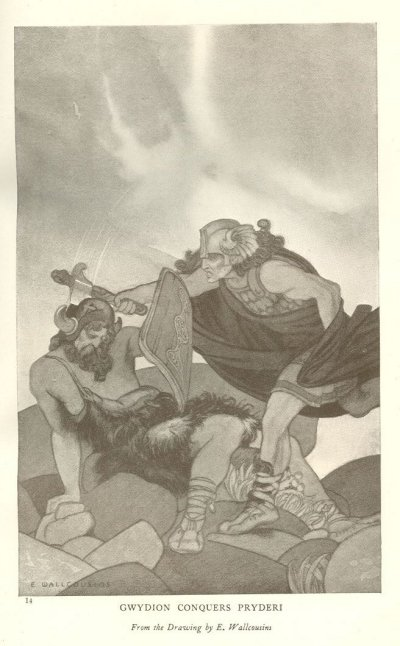
Gwydion tue Pryderi (Dessin d'Ernest Wallcousins.